# 霍尔特 (匈牙利)
霍尔特，是匈牙利赫维什州所辖的一个村。总面积43.09平方公里，总人口3776，人口密度87.6人/平方公里（2011年1月1日）。